# 興國郡
兴国郡，中国十六国西秦时设置的郡。
西秦更始三年（411年）二月，乞伏归迁徙羌族句岂部五千余户到叠兰城，置兴国郡，治所在叠兰城（今甘肃临夏东南）。包括今甘肃秦安东北。任命侄子乞伏阿柴为興國太守。西秦建弘七年（426年），兴国郡被夏国夺得，兴国郡被废除。
南梁在今湖北谷城县西设立兴国郡，属于雍州，西魏占领后废除。